# Claude Katz
Pour les articles homonymes, voir Katz.
Claude Katz est un avocat français spécialisé en droit du travail et plus particulièrement dans la défense des victimes d'agressions sexuelles et viols. Militant engagé dans les droits humains, il a longtemps exercé des responsabilités au sein de la Fédération internationale pour les droits humains (FIDH). Il a notamment été l'un des avocats du procès Pinochet en 2010.

## Biographie
Né à Paris en 1947, Claude Katz étudie le droit à l'Université Paris-II et la sociologie à Université Paris-VIII. Il se destine alors à l'enseignement du droit international public. Au cours d'un voyage en Amérique latine à l'été 1973, il arrive au Chili la veille du coup d'état de Pinochet le 11 septembre 1973. Pendant 10 mois, il contribue à l'aide des militants chiliens pourchassés par la dictature.
De retour à Paris, il obtient le diplôme d'avocat et s'inscrit au barreau de Paris en 1975. Il commence sa carrière dans la défense des salariés, collaborant avec la CFDT. Il s'engage ensuite plus précisément dans la défense des salariées victimes de violences sexuelles au travail.  
En parallèle de sa carrière d'avocat, il s'engage dans la défense des droits humains au sein de la Fédération internationale pour les droits humains (FIDH). Il est d'abord chargé de missions, puis successivement secrétaire général adjoint, et secrétaire général. Il effectue de nombreuses missions à travers le monde et se spécialise dans l'Amérique latine.  
Claude Katz a publié deux livres, le premier sur la dictature chilienne (Le Chili sous Pinochet, 1975) et le second sur le harcèlement sexuel au travail (Victimes de harcèlement sexuel : se défendre, 2007).

## Carrière d'avocat

### Viols et agressions sexuelles
Claude Katz a défendu de nombreuses victimes de viols et d'agressions sexuelles. Parmi ses affaires on relève notamment les procès Tordjemann, Hazout,, et l'Institut des Tournelles,. 
De 1992 à 2021, il est avocat de l'Association européenne contre les violences faites aux femmes au travail (AVFT), ainsi que le Collectif féministe contre le viol (CCFV) et le Planning familial. À leurs côtés, il défend des victimes de faits de harcèlement sexuel ou d'agression sexuelles et participe à des groupes de réflexion, séminaires et colloques. Il est reconnu comme un des spécialistes des affaires de harcèlement sexuel.

### Souffrance au travail
Claude Katz est aussi spécialisé plus généralement dans le droit du travail et travaille régulièrement avec la CFDT. Il participe à des groupes de réflexion pour faire reconnaître en droit différentes typologies de souffrances au travail, dont le harcèlement moral et sexuel.  
En 2006, il crée un groupe de travail au sein de la CFDT nommé UNSAVOCAT, et anime ce groupe jusqu'en 2016.  
En 2012 un arrêt a été rendu par la cour de cassation mentionnant la "faute inexcusable" d'un employeur vis à vis de son salarié pour surcharge de travail : le salarié avait été licencié à la suite d'une crise cardiaque. Pour première fois, la cour de cassation reconnaît l'existence d'une faute inexcusable de l'employeur générant une pathologie cardiaque.  

## Défense des droits humains

### FIDH
Claude Katz a d'abord effectué de nombreuses missions de défense des droits humains dans des pays d'Amérique Latine, et plus particulièrement en Colombie, au Salvador, au Guatémala, Chili, Argentine, Uruguay, Mexique, etc. De 1986 jusqu'en 1992, il exerce les fonctions de Secrétaire général adjoint. De 1992 jusqu'en 2004, il est ensuite secrétaire général. 
En Colombie, lors des affrontements entre les Farcs et le gouvernement colombien, il effectue plusieurs missions pour vérifier le respect des droits fondamentaux : conditions de détentions, conditions de jugements, notamment en 1982, en 1988, en 1996,.
En 1986, il effectue une mission d'observation judiciaire à Belgrade, dans le cadre du procès de différents responsables du Génocide Arménien. 
En 2000 et 2002, il effectue deux missions sur la discrimination des arabes israéliens. 
En 2002, il dénonce "la passivité de la SFOR et la pusillanimité des dirigeants politiques occidentaux" face à la condamnation du massacre de Srebrenica.

### Chili
À la suite de son implication militante au Chili en 1973, Claude Katz y effectue de nombreuses missions dans le cadre de la FIDH. 
Il est l'un des avocats de la partie civile, représentant de la LDH et de la FIDH, du procès Pinochet à Paris en 2010, où plusieurs anciens hauts responsables du régime militaire dirigé par le général chilien Augusto Pinochet – treize Chiliens et un Argentin – ont été jugés pour la détention et la disparition forcée de quatre franco-chiliens : MM. Georges Klein, Etienne Pesle, Alfonso Chanfreau et Jean-Yves Claudet. C'est un procès exemplaire, car jugeant pour la première fois, sur le plan international, l'ensemble des activités criminelles de la dictature sous Pinochet. 
Le 28 juin 2016, l'ambassade du Chili honore l’aide vitale de M. Katz aux Chiliens poursuivis par la dictature civilo-militaire instaurée après le coup d’Ètat au mois de septembre 1973.
Les archives de son action au sein de la FIDH ont été versées à La Contemporaine, bibliothèque-musée spécialisée dans l'histoire contemporaine et les relations internationales des XXe et XXIe siècles, rattachée à Bibliothèque de l'université de Nanterre. 

## Distinctions
- Chevalier de l'ordre national du Mérite (4 mai 1995)[23]
- Chevalier de la Légion d'Honneur (14 juillet 2001)[24]
- Officier de l'ordre national du mérite (15 mai 2013)[23]

## Publications

### Ouvrages
- Claude Katz, Le Chili sous Pinochet, Paris, Éditions du Cerf, 1975 (présentation en ligne)
- Claude Katz, Victimes de harcèlement,sexuel : se défendre, Paris, Le Bord de l'eau, 2007 (ISBN 978-2-915651-85-0, BNF 41252529)

### Articles de revues spécialisées
- Claude Katz, « La dénonciation en matière de harcèlement sexuel », Gazette du Palais,‎ décembre 1994[25]
- Claude Katz, « Harcèlement sexuel du salarié : rupture abusive », Gazette du Palais,‎ juin 1996
- Claude Katz, « La preuve en matière de harcèlement sexuel : "pas vu, pas pris ?" », Gazette du Palais,‎ mai 1998
- Claude Katz, Le délit de harcèlement moral : une incrimination nécessaire ; une application problématique, Actualités Juridiques Dalloz Pénal, décembre 2005[26]
- Claude Katz, « Dénoncer ou témoigner de faits de harcèlement moral : quels risques encourus », Actualités Juridiques Dalloz Pénal,‎ décembre 2010